# Guilfrei
Gilfrei és una parròquia consagrada a Santa Eulàlia pertanyent al municipi de Becerreá, província de Lugo.
Segons el padró municipal de 2004 la parròquia de Gilfrei tenia 154 habitants (80 homes i 74 dones), distribuïts en 5 entitats de població (o lugares), el que pressuposà una disminució en relació al padró de l'any 1999 quan hi havia 174 habitants. Segons l'IGE, el 2014 la seva població va caure fins a les 124 persones (64 homes i 60 dones).

## Llocs
- Barrio de Abaixo
- O Campelo
- Guilfrei
- Narón
- A Penela